# Old Road Town
Old Road Town – wioska w Saint Kitts i Nevis, na zachodnim wybrzeżu wyspy Saint Kitts. Najstarsza miejscowość założona przez Brytyjczyków (fundatorem tej osady był Thomas Warner) na Karaibach w 1623. Ośrodek turystyczny.